# The Halo Effect/Diskografie
Diese Diskografie ist eine Übersicht über die musikalischen Werke der schwedischen Melodic-Death-Metal-Band The Halo Effect. Ihr erfolgreichstes Werk ist das Debütalbum Days of the Lost, welches Platz eins der schwedischen Albumcharts erreichte.

## Alben

### Studioalben
| Jahr | Titel Musiklabel                         | Höchstplatzierung, Gesamtwochen, AuszeichnungChartplatzierungen (Jahr, Titel, Musiklabel, Platzierungen, Wochen, Auszeichnungen, Anmerkungen) | Höchstplatzierung, Gesamtwochen, AuszeichnungChartplatzierungen (Jahr, Titel, Musiklabel, Platzierungen, Wochen, Auszeichnungen, Anmerkungen) | Höchstplatzierung, Gesamtwochen, AuszeichnungChartplatzierungen (Jahr, Titel, Musiklabel, Platzierungen, Wochen, Auszeichnungen, Anmerkungen) | Höchstplatzierung, Gesamtwochen, AuszeichnungChartplatzierungen (Jahr, Titel, Musiklabel, Platzierungen, Wochen, Auszeichnungen, Anmerkungen) | Anmerkungen                           |
| Jahr | Titel Musiklabel                         | DE | AT | CH | SE | Anmerkungen                           |
| ---- | ---------------------------------------- | --- | --- | --- | --- | ------------------------------------- |
| 2022 | Days of the Lost Nuclear Blast (RTD)     | DE6 (3 Wo.)DE | AT6 (1 Wo.)AT | CH8 (2 Wo.)CH | SE1 (2 Wo.)SE | Erstveröffentlichung: 12. August 2022 |
| 2025 | March of the Unheard Nuclear Blast (WMG) | DE4 (1 Wo.)DE | AT4 (1 Wo.)AT | CH8 (1 Wo.)CH | SE3 (1 Wo.)SE | Erstveröffentlichung: 10. Januar 2025 |

## Singles
| Jahr | Titel Album                           | Anmerkungen                                          |
| ---- | ------------------------------------- | ---------------------------------------------------- |
| 2021 | Shadowminds Days of the Lost          | Erstveröffentlichung: 9. November 2021               |
| 2022 | Feel What I Believe Days of the Lost  | Erstveröffentlichung: 21. Januar 2022                |
| 2022 | Days of the Lost                      | Erstveröffentlichung: 13. April 2022                 |
| 2022 | The Needless End Days of the Lost     | Erstveröffentlichung: 3. Juni 2022                   |
| 2023 | Path of Fierce Resistance –           | Erstveröffentlichung: 19. Mai 2023                   |
| 2023 | The Defiant One –                     | Erstveröffentlichung: 22. November 2023              |
| 2024 | Become Surrender –                    | Erstveröffentlichung: 2. Februar 2024                |
| 2024 | Detonate March of the Unheard         | Erstveröffentlichung: 25. September 2024             |
| 2024 | March of the Unheard                  | Erstveröffentlichung: 29. Oktober 2024               |
| 2024 | Cruel Perception March of the Unheard | Erstveröffentlichung: 3. Dezember 2024               |
| 2025 | How the Gods Kill –                   | Erstveröffentlichung: 20. Juni 2025 Original: Danzig |

## Musikvideos
| Jahr | Titel                | Regie                     |
| ---- | -------------------- | ------------------------- |
| 2021 | Shadowminds          | Lucas Englund             |
| 2022 | Feel What I Believe  | Theo Gabay, Morgan Jensen |
| 2022 | Days of the Lost     | Theo Gabay, Morgan Jensen |
| 2022 | In Broken Trust      | Theo Gabay, Morgan Jensen |
| 2024 | Become Surrender     |                           |
| 2024 | Detonation           | Johan Carlén              |
| 2024 | March of the Unheard | Theo Gabay, Morgan Jensen |
| 2024 | Cruel Perception     | Johan Carlén              |
| 2025 | What We Become       | Johan Carlén              |

## Statistik

### Chartauswertung
|                     | DE    | AT    | CH    | SE    |
| ------------------- | ----- | ----- | ----- | ----- |
| Nummer-eins-Alben   | DE—DE | AT—AT | CH—CH | SE1SE |
| Top-10-Alben        | DE2DE | AT2AT | CH2CH | SE2SE |
| Alben in den Charts | DE2DE | AT2AT | CH2CH | SE2SE |